# Castanheira (Trancoso)
Castanheira é uma povoação portuguesa sede da Freguesia de Castanheira do Município de Trancoso, freguesia com 8,85 km² de área e 165 habitantes (censo de 2021), tendo, por isso, uma densidade populacional de 18,6 hab./km².

## Demografia
A população registada nos censos foi:
| Distribuição da População por Grupos Etários | Distribuição da População por Grupos Etários | Distribuição da População por Grupos Etários | Distribuição da População por Grupos Etários | Distribuição da População por Grupos Etários |
| -------------------------------------------- | -------------------------------------------- | -------------------------------------------- | -------------------------------------------- | -------------------------------------------- |
| Ano                                          | 0-14 Anos                                    | 15-24 Anos                                   | 25-64 Anos                                   | > 65 Anos                                    |
| 2001                                         | 37                                           | 49                                           | 98                                           | 51                                           |
| 2011                                         | 24                                           | 22                                           | 102                                          | 46                                           |
| 2021                                         | 17                                           | 10                                           | 87                                           | 51                                           |

## História
SÉCULO X
Pouco se fala da Aldeia Da Castanheira durante a ocupação Moura em Portugal, acredita-se apenas que durante a ocupação, a população local refugiava-se em fragas e fornos, para escapar aos Mouros.
SÉCULO XII
A Aldeia terá sido libertada logo depois da libertação da Vila De Trancoso em 1160 no qual D. Afonso Henriques desbarata uma nova invasão árabe e reconquista definitivamente o Concelho de Trancoso.
SÉCULO XIII
Situada na margem esquerda da ribeira da Teja, a aldeia da Castanheira foi o local escolhido pelo Mosteiro de Salzedas para fazer as suas primeiras aquisições em terras de Trancoso. Em 1206 e 1209, o abade D. João Fernandes comprou casais a Dordia Mendes e Gomes Viegas.
O Mosteiro de Salzedas, pertencente à Ordem de Cister, teve um papel importante na ocupação e desenvolvimento da região, nomeadamente com a criação de propriedades agrícolas. A presença da Ordem de Cister na Castanheira e nas suas imediações reflete a importância religiosa e económica do mosteiro, que teve um impacto significativo na formação do território e na estrutura da sociedade medieval local.
A Ordem de Cister teve um papel muito significativo na história medieval de Portugal, especialmente no que diz respeito à ocupação e exploração de territórios. Os monges cistercienses eram conhecidos pela sua capacidade de transformar terras, implementando técnicas agrícolas inovadoras para a época. Este processo de "cura" das terras, como era chamado, envolvia o desbravamento de áreas florestais, a construção de moinhos, a criação de represas e a promoção de uma agricultura mais intensiva. É possível que a Castanheira tenha sido uma dessas áreas desbravadas e que, ao longo do tempo, tenha se tornado uma aldeia rural com uma população predominantemente agrícola.
SÉCULO XIV
A paroquia da freguesia da Castanheira é posterior do século XIV, pois a sua igreja não faz parte do arrolamento paroquial de 1321. No século XVIII, a igreja era um curato de apresentação do vigário de Santa Marinha da vila de Moreira.
SÉCULO XIX
Os primeiros registros da Paróquia da Castanheira aparecem em 1806, apesar da Paróquia ter sido fundada séculos antes, muitos documentos porém não chegaram aos dias de hoje, em 1806 são feitos os primeiros documentos sobre óbitos, batismos e casamentos feitos na Aldeia da Castanheira.

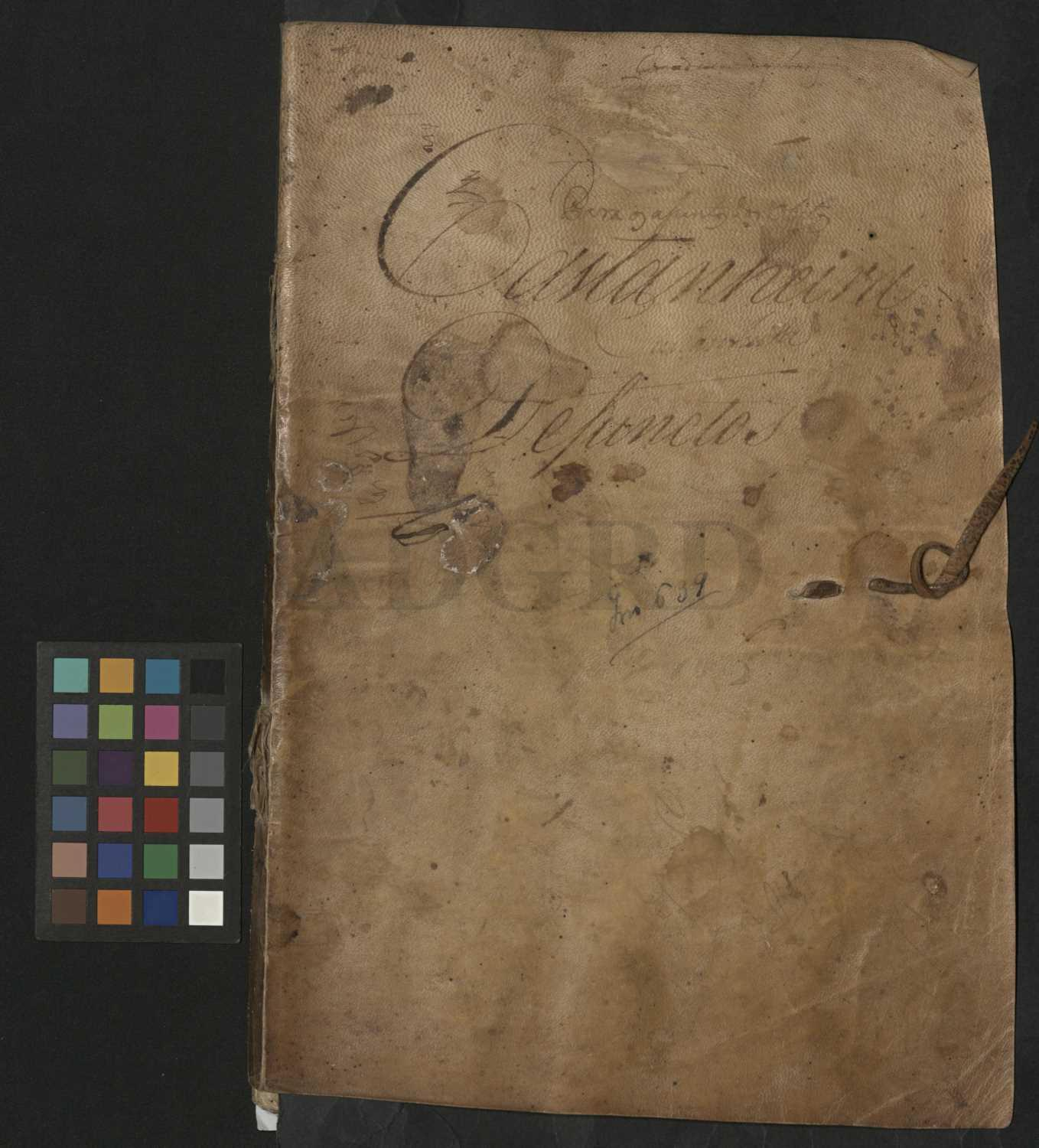
Capa de Um Livro de Registro de Batismo Datado de 1806 (Castanheira)

Nessa época, ainda a Castanheira fazia parte do termo de Sernancelhe, sendo depois integrada no concelho de Moreira de Rei, onde permaneceu até 1855. Com a extinção deste passou para Trancoso.
SÉCULO XXI
Hoje em dia, a aldeia da Castanheira mantém-se como uma pequena localidade no concelho de Trancoso. Como muitas outras aldeias da região, ela preserva as tradições rurais, com algumas atividades agrícolas ainda sendo parte da economia local. No entanto, como em muitas áreas do interior de Portugal, a população tem vindo a diminuir ao longo das últimas décadas, com uma crescente emigração para as grandes cidades em busca de melhores condições de vida e trabalho.

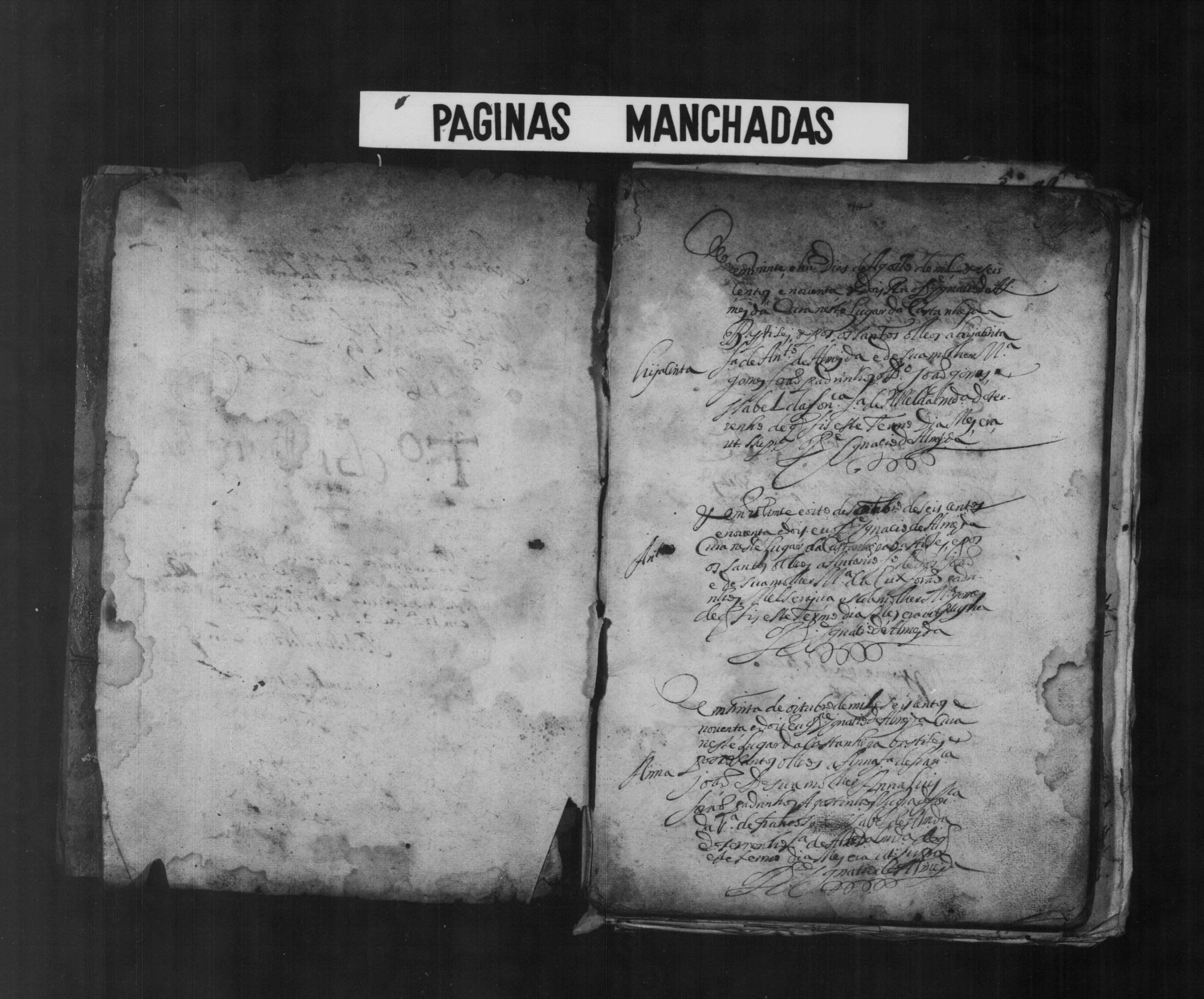
Folha de um Livro de Registro de Batismo Datado de 1806

## Património
- Igreja Matriz de Nossa Senhora da Graça
- Capela de Santa Bárbara
- Capela de S. João
- Chafariz
- Forno Público

## Festividades
- Romaria de Nossa Senhora da Graça - Realiza-se no mês de Agosto, em dia indeterminado.

## Associações
- Associação Sócio-Cultural da Castanheira